# Galatella subvillosa
Galatella subvillosa là một loài thực vật có hoa trong họ Cúc. Loài này được Tzvelev mô tả khoa học đầu tiên năm 1994.